# Mariangela Melato
Mariangela Melato (Milà, 19 de setembre de 1941 – Roma, 11 de gener de 2013) va ser una llorejada actriu italiana de cinema, televisió i teatre, guanyadora del Nastro d'argento i del David di Donatello. El 1984, va rebre la placa especial com a múltiple guanyadora del premi al costat d'Alberto Sordi, Nino Manfredi, Monica Vitti, Sophia Loren i Vittorio Gassman.

## Biografia
Filla d'una modista i un policia, va estudiar en l'Acadèmia de Brera i va començar a treballar en cinema en Binario cieco.
De 1963 a 1965, treballa amb Dario Fo en Settimo: ruba un po' meno i La colpa è sempre del diavolo, el 1967 amb Luchino Visconti i el 1968 en Orlando furiós de Lucca Ronconi.
La dècada del 1970 va ser el més fructífer període cinematogràfic al costat de Nino Manfredi, Vittorio De Sica, Giancarlo Giannini, dirigida per Lina Wertmüller. Posteriorment, va treballar amb Claude Chabrol, Giorgio Strehler, Elio Petri, Luigi Comencini i Pupi Avati.
Va morir als 71 anys de càncer de pàncrees, a Roma.
Hom la recorda en teatre per obres com Medea, Fedra, Qui té por de Virginia Woolf?, Casa de nines, A Electra li senta bé el dol, La feréstega domada, L'ànima bona de Szechwan, Un tramvia anomenat Desig, La Mare Coratge i els seus fills, Les troianes i altres clàssics.
En cinema, es recorden els seus treballs en: Amor i anarquia i Mimí Metalúrgico, La classe operaia va in paradiso, Todo modo (1976), Car Michele (1976), Segreti segreti (1985), Dimenticare Venezia (1979), Figlio mio, infinitamente caro (1985), Mortacci (1988) de Sergio Citti; Aiutami a sognare (1980) de Pupi Avati. També va rodar la pel·lícula Travolti da un insolito destino nell'azzurro mare d'agost (Insòlita aventura d'estiu), de Lina Wertmüller, que després Madonna va intentar emular en el remake conegut com a Swept Away. 
La seva germana és l'actriu Anna Melato.

## Filmografia
Cinema

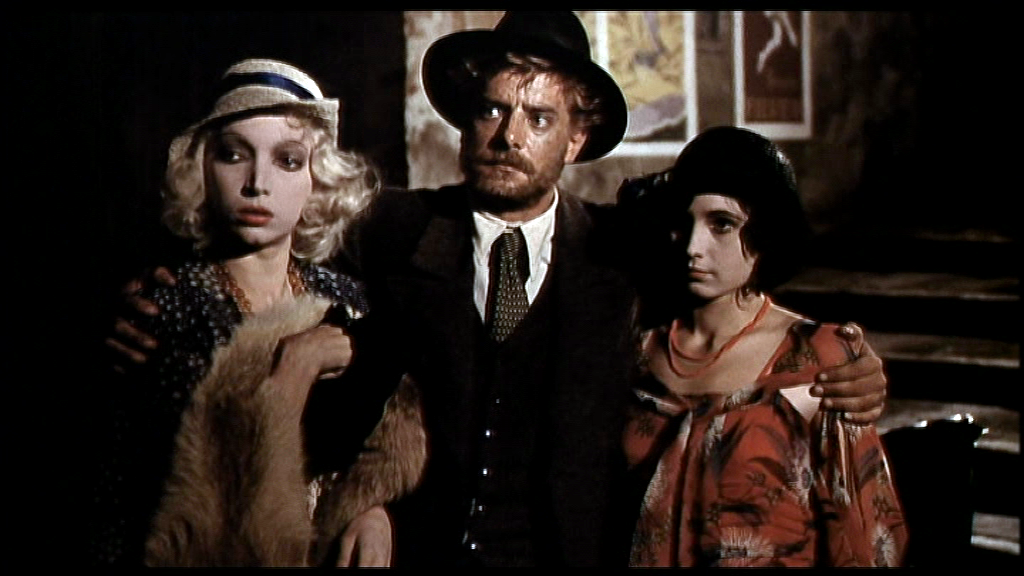
Amb Giancarlo Giannini i Lina Polito a Film d'amore e d'anarchia

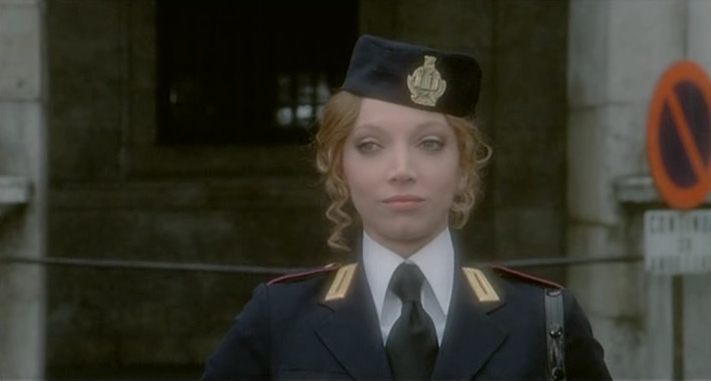
Mariangela Melato a La poliziotta de Stefano Vanzina

Amb Adriano Celentano a Di che segno sei?

- Thomas e gli indemoniati, dirigida per Pupi Avati (1969)
- L'invasione, dirigida per Marc Allégret (1970)
- Il prete sposato, dirigida per Marco Vicario (1970)
- Rapporto a tre, dirigida per Paul Swimmer (1970)
- Incontro, dirigida per Piero Schivazappa (1970)
- Io non scappo... fuggo, dirigida per Franco Prosperi (1971)
- Basta guardarla, dirigida per Luciano Salce (1971)
- Per grazia ricevuta, dirigida per Nino Manfredi (1971)
- La classe operaia va in paradiso, dirigida per Elio Petri (1971)
- Mimì metallurgico ferito nell'onore, dirigida per Lina Wertmüller (1972)
- Lo chiameremo Andrea, dirigida per Vittorio De Sica (1972)
- La violenza: quinto potere, dirigida per Florestano Vancini (1972)
- La polizia ringrazia, dirigida per Stefano Vanzina (1972)
- Il generale dorme in piedi, dirigida per Francesco Massaro (1972)
- Film d'amore e d'anarchia, ovvero stamattina alle 10 in Via dei Fiori nella nota casa di tolleranza, dirigida per Lina Wertmüller (1973)
- Travolti da un insolito destino nell'azzurro mare d'agosto, dirigida per Lina Wertmüller (1974)
- La poliziotta, dirigida per Stefano Vanzina (1974)
- Sterminate "Gruppo Zero", dirigida per Claude Chabrol	(1974)
- Di che segno sei?, dirigida per Sergio Corbucci (1975)
- L'albero di Guernica, dirigida per Fernando Arrabal (1975)
- Faccia di spia, dirigida per Giuseppe Ferrara	(1975)
- Attenti al buffone, dirigida per Alberto Bevilacqua (1976)
- Caro Michele, dirigida per Mario Monicelli (1976)
- Todo modo, dirigida per Elio Petri (1976)
- Casotto, dirigida per Sergio Citti (1977)
- La presidentessa, dirigida per Luciano Salce	(1977)
- La casa dels embolics (Il gatto), dirigida per Luigi Comencini (1977)
- Saxofone, dirigida per Renato Pozzetto (1978)
- I giorni cantati, dirigida per Paolo Pietrangeli (1979)
- Dimenticare Venezia, dirigida per Franco Brusati (1979)
- Flash Gordon, dirigida per Mike Hodges (1980)
- Oggetti smarriti, dirigida per Giuseppe Bertolucci (1980)
- Il pap'occhio, dirigida per Renzo Arbore (1980)
- Professor a la meva mida (So Fine), dirigida per Andrew Bergman (1981)
- Aiutami a sognare, dirigida per Pupi Avati (1981)
- Bello mio, bellezza mia, dirigida per Sergio Corbucci (1982)
- Il buon soldato, dirigida per Franco Brusati (1982)
- Domani si balla!, dirigida per Maurizio Nichetti (1983)
- Il petomane, dirigida per Pasquale Festa Campanile (1983)
- Segreti segreti, dirigida per Giuseppe Bertolucci	(1985)
- Notte d'estate con profilo greco, occhi a mandorla e odore di basilico, dirigida per Lina Wertmüller	(1986)
- Figlio mio, infinitamente caro, dirigida per Valentino Orsini (1987)
- Giselle, dirigida per Herbert Ross (1987)
- Mortacci, dirigida per Sergio Citti (1988)
- La fine è nota, dirigida per Cristina Comencini (1992)
- Panni sporchi, dirigida per Mario Monicelli (1999)
- Un uomo perbene, dirigida per Maurizio Zaccaro (1999)
- L'amore probabilmente, dirigida per Giuseppe Bertolucci (2001)
- L'amore ritorna, dirigida per Sergio Rubini (2004)
- Vieni via con me, dirigida per Carlo Ventura (2005)

Televisió
- Mosè, dirigida per Gianfranco De Bosio (1974)
- Orestea, dirigida per Luca Ronconi (1975)
- Orlando furioso, dirigida per Luca Ronconi (1975)
- Al Paradise, dirigida per Antonello Falqui (1983)
- Vestire gli ignudi, dirigida per Giancarlo Sepe (1986)
- Lulù, dirigida per Sandro Bolchi (1986)
- Emma. Quattro storie di donne, dirigida per Carlo Lizzani (1987)
- Piazza Navona, episodi Amore a cinque stelle, dirigida per Roberto Giannarelli (1988)
- Medea, dirigida per Tomaso Sherman (1989)
- Una vita in gioco, dirigida per Franco Giraldi (1991)
- Le chinois (episodi L'héritage), dirigida per Vittorio Sindoni (1992)
- Una vita in gioco 2, dirigida per Giuseppe Bertolucci (1992)
- Due volte vent'anni, dirigida per Livia Giampalmo (1993)
- L'avvocato delle donne, dirigida per Andrea i Antonio Frazzi (1997)
- La vita cambia, dirigida per Gianluigi Calderone (2000)
- Rebecca, la prima moglie, dirigida per Riccardo Milani (2008)
- Filumena Marturano, dirigida per Franza Di Rosa (2010)